# 젬 외즈데미르
젬 외즈데미르(Cem Özdemir, 1965년 12월 21일 ~ )는 독일의 정치인이다. 동맹 90/녹색당 소속으로, 2021년부터 연방식품농업부 장관을 지내고 있다.
2008년부터 2018년까지 클라우디아 로스, 지모네 페터와 함께 동맹90/녹색당의 공동대표를 지냈으며 1994년부터 2002년까지 독일 연방의회 의원을 지내고 2004년부터 2009년까지 유럽 의회 의원을 지냈으며 다시 2013년부터 현재까지 연방의회 의원을 지내고 있다. 2018년부터 2021년까지 연방의회 교통위원장을 맡았고 2021년 12월 8일부터 올라프 숄츠 내각에 입각하여 식품농업부 장관이 되었다.